# 莲叶桐属

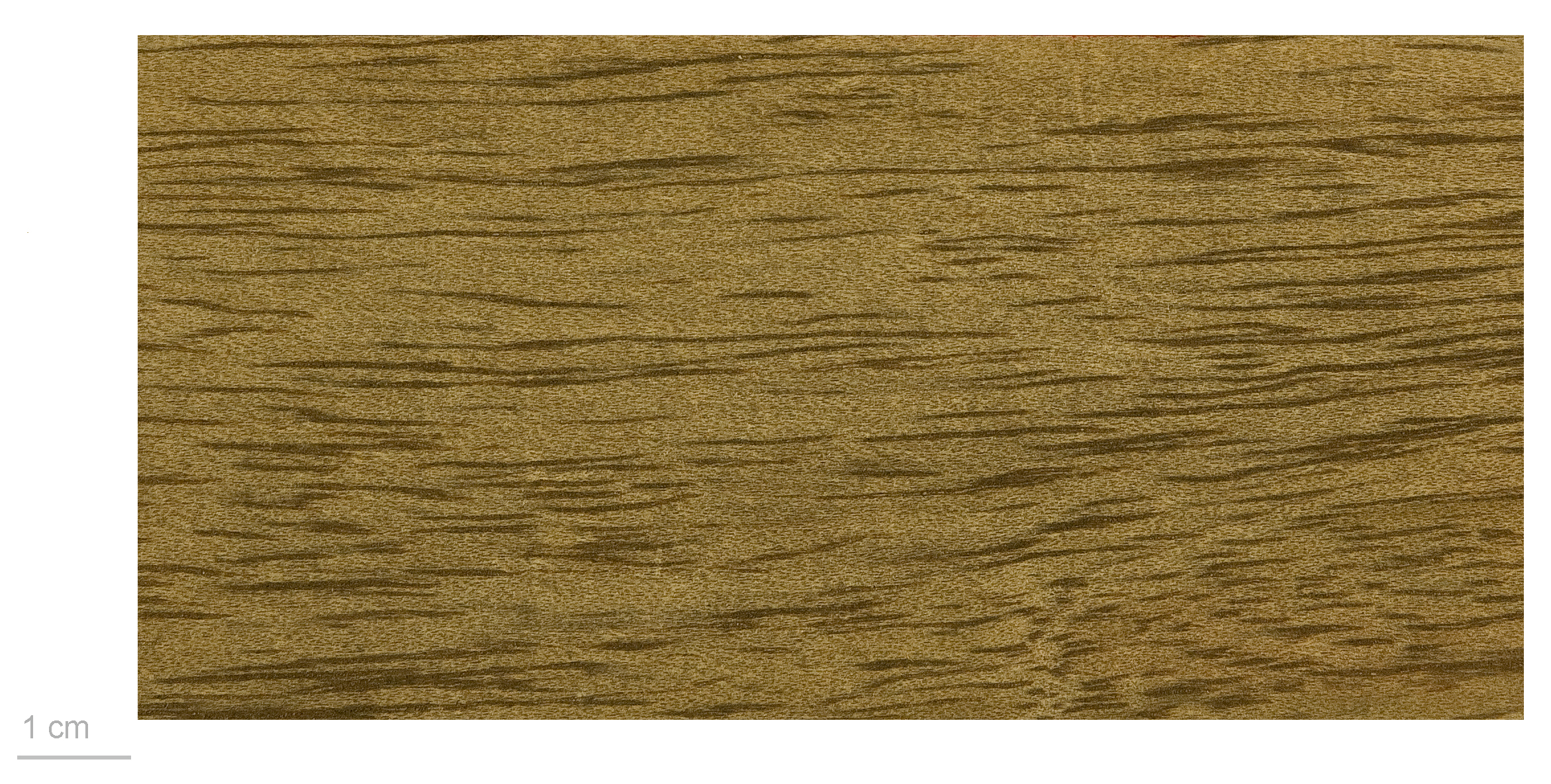
Hernandia cordigera

莲叶桐属（学名：Hernandia）是莲叶桐科下的一个属，为常绿乔木植物。该属共有约24种，分布中美洲和亚洲热带地区。